# Colleret
Colleret é uma comuna francesa na região administrativa de Altos da França, no departamento do Norte. Estende-se por uma área de 18.79 km². Em 2010 a comuna tinha 1 635 habitantes (densidade: 87 hab./km²).